# Atacul armat din Boulder din 2021
Pe 22 martie 2021, a avut loc atac în masă la un supermarket King Soopers din Boulder, Colorado, Statele Unite. Zece persoane au fost ucise, inclusiv un ofițer de poliție locală. Mai mulți alți ofițeri au fost răniți. Presupusul trăgător, Ahmad Al Aliwi Al-Issa, a fost rănit de poliție și dus la spitalul Boulder Community Health Foothills înainte de a fi transferat la închisoarea din comitatul Boulder. 

## Evenimente
Împușcăturile au început la scurt timp după ora 14:30. MDT (22:30 ora României) când un om înarmat a intrat în parcarea supermarketului și a început să tragă. O „persoană decedată” a fost găsită într-un vehicul; care a fost parcat chiar lângă vehiculul lui Al-Issa și un bărbat în vârstă a fost găsit în parcare împușcat de mai multe ori. O familie la coadă care își aștepta injecțiile cu vaccinul COVID-19 la farmacia magazinului l-a văzut pe pistolar intrând în magazin și împușcând o femeie în partea din față a liniei și au continuat să se ascundă într-un dulap de haine până la salvarea lor.  Unii clienți și angajați au ajuns în siguranță printr-o ieșire din spate la supermarket. Incidentul a fost parțial transmis în direct de un martor. O pușcă a fost găsită în posesia suspectului. 
Cam în aceeași perioadă au început împușcăturile, Departamentul de Poliție din Boulder a început să primească apeluri de la „o posibilă persoană cu o pușcă de patrulare” și să tragă focuri. Unul dintre primii ofițeri de pe scenă a fost ofițerul Eric Talley, care a fost împușcat și ucis de făptaș. La ora 14:34 un dispecerat al poliției Boulder a furnizat o descriere inițială a făptuitorului ca „un bărbat alb”. Ofițerii au participat la o împușcare cu făptuitorul la ora 14:40, iar împușcătura a continuat până la ora 15:21. La un moment dat, Al-Issa a fost împușcat în picior. La 15:28, Al-Issa a fost arestat.
Martorii de la fața locului au raportat că au auzit între 10 și 30 de împușcături în succesiune rapidă.
Un ordin de adăpost în loc a fost emis în zonă la 16:18 și ridicat la 18:40.
Până la cincisprezece agenții diferite au răspuns la incident, inclusiv Jefferson County SWAT, FBI, Biroul de alcool, tutun, arme de foc și explozivi și departamente de poliție locale. Un camion scară de pompieri a fost folosit pentru a transporta o echipă SWAT pe acoperiș. Cel puțin trei elicoptere medicale au fost chemate într-o zonă de desfășurare a liceului Fairview din apropiere.